# Nick Adenhart
Nicholas James Adenhart (né le 24 août 1986 à Silver Spring, Maryland, États-Unis et mort le 9 avril 2009 à Fullerton, Californie, États-Unis) est un lanceur droitier de baseball qui joua en Ligue majeure de baseball avec les Angels de Los Angeles en 2008 et 2009. 

## Biographie
Après des études secondaires à la Williamsport High School de Williamsport (Maryland), Nick Adenhart est drafté par les Angels de Los Angeles le 7 juin 2004 au 14e tour de sélection. Il perçoit un bonus de 700 000 dollars à la signature de son premier contrat professionnel le 28 juillet 2004. Cette place médiocre lors de la draft s'explique par une blessure assez importante qui l'empêche de terminer sa dernière saison avec l'équipe de son lycée. Il subit une opération de type Tommy John durant l'été 2004, retardant d'un an ses débuts en professionnel.
Adenhart passe près de trois saisons en Ligues mineures à partir du 25 juin 2005 avant d'effectuer ses débuts en Ligue majeure le 1er mai 2008.
Il joue 4 matchs dans les majeures, tous comme lanceur partant et les 3 premiers en 2008. Il remporte sa première et seule victoire le 6 mai 2008 sur les Royals de Kansas City. En 18 manches lancées au total dans les majeures, il enregistre 9 retraits sur des prises et accorde 12 points pour une moyenne de points mérités de 6,00. Son dernier match est disputé le 8 avril 2009, quelques heures avant sa mort.
Adenhart trouve la mort le 9 avril 2009 à la suite d'un accident de voiture survenu à 0h24 à Fullerton (Californie). Il est passager d'une Mitsubishi Eclipse qui est percutée par la Toyota Sienna d'un chauffard en état d'ébriété qui brûle un feu rouge. La voiture est projetée contre un poteau de téléphone, tuant la conductrice Courtney Stewart, 20 ans, et un passager, Henry Pearson, 25 ans. Adenhart, 22 ans, meurt cinq heures plus tard à l'hôpital de l'Université de Californie à Irvine, à Orange. Un passager, Jon Wilhite, 24 ans, survit ainsi que le conducteur fautif, arrêté après avoir pris la fuite à pied. Celui-ci, Andrew Thomas Gallo, 22 ans, avait une alcoolémie de 0,19 pour cent, supérieur à la limite permise, avait déjà été condamné pour conduite en état d'ivresse, et était en possession d'un permis de conduire suspendu. Reconnu coupable de meurtre, de délit de fuite et de conduite avec les facultés affaiblies causant des blessures, Gallo est en décembre 2010 condamné à 51 années d'emprisonnement.

## Statistiques
| Saison | Équipe    | G | GS | CG | SHO | V | D | SV | IP   | SO | ERA  |
| ------ | --------- | - | -- | -- | --- | - | - | -- | ---- | -- | ---- |
| 2008   | LA Angels | 3 | 3  | 0  | 0   | 1 | 0 | 0  | 12.0 | 4  | 9,00 |
| 2009   | LA Angels | 1 | 1  | 0  | 0   | 0 | 0 | 0  | 6.0  | 5  | 0,00 |
| Totaux | Totaux    | 4 | 4  | 0  | 0   | 1 | 0 | 0  | 18.0 | 9  | 6,00 |

Note: G = Matches joués ; GS = Matches comme lanceur partant ; CG = Matches complets ; SHO = Blanchissages ; 
V = Victoires ; D = Défaites ; SV = Sauvetages ; IP = Manches lancées ; SO = retraits sur des prises ; ERA = Moyenne de points mérités.